# Xystrocera erosa
Xystrocera erosa es una especie de escarabajo longicornio del género Xystrocera, tribu Xystrocerini, subfamilia Cerambycinae. Fue descrita científicamente por Pascoe en 1864.
El período de vuelo ocurre durante los meses de enero, noviemvre y diciembre.

## Descripción
Mide 11-25 milímetros de longitud.

## Distribución
Se distribuye por Botsuana, Lesoto, Mozambique y Zimbabue.